# José Aurelio Gay
Pour les personnalités ayant le même nom de famille, voir Gay.
José Aurelio Gay López (né le 10 décembre 1965) est footballeur espagnol, devenu entraîneur.
Milieu de terrain, Gay a connu le sommet de sa carrière sous les couleurs du Real Saragosse, dont il devient l'entraîneur en décembre 2009.

## Carrière
Né à Madrid, José Aurelio Gay est formé au Real Madrid, dont il porte le maillot de l'équipe réserve (le Castilla CF), ce qui lui permet d'être sélectionné en équipe d'Espagne des moins de 20 ans (avec laquelle il termine à la deuxième place da la Coupe du monde de football des moins de 20 ans 1985).
Après deux saisons en Segunda División, Gay signe à l'Espanyol de Barcelone à l'été 1988. Il y a joue 17 matches la première saison mais voit son équipe reléguée. Après une saison en deuxième division, il s'affirme comme titulaire lors du retour dans l'élite, en 1990-1991. Gay signe alors au Real Saragosse, où il découvre les compétitions européennes et remporte la Coupe du roi en 1994. Engagé à ce titre en Coupe des coupes, le club espagnol crée la surprise en emportant la compétition, après avoir disposé notamment des Néerlandais du Feyenoord Rotterdam puis des Anglais de Chelsea et d'Arsenal en finale. Malheureusement, Gay se blesse gravement en début de saison et ne retrouve pas sa place, ne faisant que 20 apparitions en deux saisons de championnat. En 1996, il quitte Saragosse et rejoint le Real Oviedo, en première division, puis le CD Toledo, en deuxième division, sans beaucoup jouer. Il arrête finalement sa carrière en 1999, à 33 ans.
José Aurelio Gay se reconvertit comme entraîneur. Il intègre le staff technique du CD Toledo puis du Real Madrid, avant de prendre la direction de Pontevedra, qu'il mène en Segunda División en 2004. Il connaît différentes expériences dans les divisions inférieures avant de rejoindre le Real Saragosse en 2009 comme adjoint. Il en devient finalement l'entraîneur principal en décembre de la même année, à la suite du limogeage de Marcelino García Toral. Malgré une défaite initiale 6-0 face au Real Madrid et des rumeurs sur son maintien, il conserve son poste en fin de saison après avoir amené le club à la 14e place.